# Johan Rantzau
Johan Rantzau, danski general in politik, * 1492, † 1565.
1. ↑  Dansk Biografisk Lexikon